# Gransjön (Lannaskede socken, Småland)
Gransjön är en sjö i Vetlanda kommun i Småland och ingår i Emåns huvudavrinningsområde. Sjön har en area på 0,0777 kvadratkilometer och ligger 237 meter över havet.

## Delavrinningsområde
Gransjön ingår i det delavrinningsområde (635794-144853) som SMHI kallar för Utloppet av Bjädesjösjön. Avrinningsområdets medelhöjd är 233 meter över havet och ytan är 12,42 kvadratkilometer. Det finns ett delavrinningsområde uppströms, och räknas det in blir den ackumulerade arean 28,76 kvadratkilometer. Gröpplebäcken som avvattnar avrinningsområdet har biflödesordning 3, vilket innebär att vattnet flödar genom totalt 3 vattendrag innan det når havet efter 191 kilometer. Delavrinningsområdet består mestadels av skog (67 procent) och jordbruk (11 procent). Avrinningsområdet har 1,46 kvadratkilometer vattenytor vilket ger det en sjöprocent på 11,7 procent.